# She Wolf (pjesma)
"She Wolf" pjesma je kolumbijske pjevačice Shakire. Objavljena je 6. lipnja 2009. godine kao prvi i najavni singl s njezina albuma She Wolf. Snimljena je i španjolska verzija pjesme pod nazivom "Loba" koja je objavljena u zemljama španjolskog govornog područja.

## O pjesmi
Pjesmu su napisali Shakira, John Hill, Sam Endicott i Jorge Drexler, producenti su Shakira i John Hill. Shakira je u razgovoru s časopisom Rolling Stone izjavila:

## Promocija
Pjesma je po prvi puta na TV-u izvedena 16. rujna 2009. godine u finalu emisije America's Got Talent. Dana 18. rujna 2009. Shakira izvodi pjesme "She Wolf" and "Did it Again" u emisiji Jimmy Kimmel Live. Pjesmu je još izvela na dodjeli ALMA Awarda i u Saturday Night Live. Kako bi promovirala svoju glazbu u Ujedinjenom Kraljevstvu Shakira je gostovala u emisiji Friday Night with Jonathan Ross i nekim radio emisijama. U ostatku Europe je također promovirala novi singl tako i u Njemačkoj gostovanjem u emisiji Oliver Pocher Show.

## Uspjeh na top listama
Pjesma se po prvi puta plasirala na top listi Billboard Hot Latin Songs na 23. poziciji. Dokle se plasirala do prve pozicije i time je Shakira postala sedmi izvođač po broju jedan hitova na toj top listi. Španjolska verzija pjesme "Loba" plasirala se na prvoj poziciji na top listama Latin Pop Songs i Tropical Songs. Pjesma "She Wolf" je nakon digitalnog objavljivanja debitirala na top listi Billboard Hot 100 na 34. poziciji to je i ujedno najviša debitirajuća pozicija Shakirinog singla. Najviša pozicija pjesme na top listi bila je 11. Istog tjedna se pjesma plasirala na Canadian Hot 100 na 60. poziciji da bi se drugog tjedna plasirala na 5. poziciji. U Ujedinjenom Kraljevstvo pjesma je dospjela do druge pozicije, do prve pozicije spriječila ju je pjesma Black Eyed Peasa "I Gotta Feeling". U Španjolskoj se pjesma također plasirala na drugoj poziciji i pritom je dobila dvostruku platinastu nakladu od PROMUSICAEa.

## Popis pjesama
| Australski CD singl 1. "She Wolf" - 3:07 2. "She Wolf" (Moto Blanco Radio Edit) - 3:40 3. "She Wolf" (Moto Blanco Dub Mix) - 7:07 Meksički maksi singl 1. "Loba" - 3:08 2. "Loba" (Pocho Club Mix) - 3:49 3. "Loba" (Pocho Radio Mix) - 3:41 4. "Loba" (Deep Mariano Club Mix) - 5:04 5. "Loba" (Deep Mariano Radio Mix) - 4:31 Remiks CD singl 1. "She Wolf" (Said Mrad Club Remix) - 5:42 2. "She Wolf" (Said Mrad Remix – Radio Edit) - 3:43 3. "She Wolf" (Fahmy & Samba's SphinxMix – Club Mix) – 3:56 4. "She Wolf" (Fahmy & Samba's SphinxMix – Radio Edit) – 2:53 5. "She Wolf" (Mindloop Collective Lounge Mix) – 3:44 6. "She Wolf" (Beirutbiloma Mix) – 3:43 Međunarodni CD singl 1. "She Wolf" - 3:07 2. "Loba" - 3:07 | Službene verzije - "She Wolf" - 3:07 - "She Wolf" (Moto Blanco Radio Edit) - 3:40 - "She Wolf" (Moto Blanco Club Mix) - 7:08 - "She Wolf" (Moto Blanco Dub Mix) - 7:07 - "She Wolf" (Villains Remix) - 4:10 - "She Wolf" (Villains Dub) - 4:06 - "She Wolf" (Deeplick Night club Mix) – 7:04 - "She Wolf" (Deeplick Radio Edit) - 3:26 - "She Wolf" (Calvin Harris Remix) - 4:47 - "She Wolf" (Said Mrad Club Remix) - 5:42 - "She Wolf" (Said Mrad Remix - Radio Edit) - 3:43 - "She Wolf" (Fahmy & Samba's SphinxMix - Club Mix) - 3:56 - "She Wolf" (Fahmy & Samba's SphinxMix - Radio Edit) - 2:53 - "She Wolf" (Mindloop Collective Lounge Mix) - 3:44 - "She Wolf" (Beirutbiloma Mix) - 3:43 - "Loba" - 3:07 - "Loba" (Poncho Club Mix) - 3:56 - "Loba" (Poncho Radio Mix) - 3:41 - "Loba" (Deep Mariano Club Mix) - 5:06 - "Loba" (Deep Mariano Radio Mix) - 4:34 - "Loba" (salsa verzija) - 3:53 |

## Videospot
Spot za pjesmu "She Wolf" snimljen je pod redateljskom palicom Jake Nava. Spot je snimljen u lipnju 2009. godine u Los Angelesu. Premijera spota bila je 30. srpnja na MTVu.

## Top liste
| Top liste (2009.)                  | Najviša pozicija |
| ---------------------------------- | ---------------- |
| Australija                         | 18               |
| Austrija                           | 3                |
| Belgija (Flandrija)                | 16               |
| Belgija (Valonija)                 | 5                |
| Češka                              | 12               |
| Danska                             | 16               |
| Europa                             | 4                |
| Finska                             | 4                |
| Francuska                          | 2                |
| Hrvatska                           | 36               |
| Irska                              | 2                |
| Italija                            | 3                |
| Kanada                             | 5                |
| Nizozemska                         | 22               |
| Norveška                           | 11               |
| Novi Zeland                        | 36               |
| Njemačka                           | 2                |
| Rusija                             | 16               |
| SAD Billboard Hot 100              | 11               |
| SAD Billboard Hot Dance Club Songs | 1                |
| Slovačka                           | 13               |
| Španjolska                         | 2                |
| Švedska                            | 17               |
| Švicarska                          | 3                |
| Ujedinjeno Kraljevstvo             | 4                |

| Tjedan   | 49 | 50 |
| -------- | -- | -- |
| Pozicija | 39 | 36 |

| Država     | Certifikacija | Prodaja    |
| ---------- | ------------- | ---------- |
| SAD        | platinasta    | 1.000. 000 |
| Španjolska | 2x platinasta | 80.000     |
| Švicarska  | zlatna        | 10.000     |
| UK         | srebrna       | —          |